# FC Dinamo Bukareszt

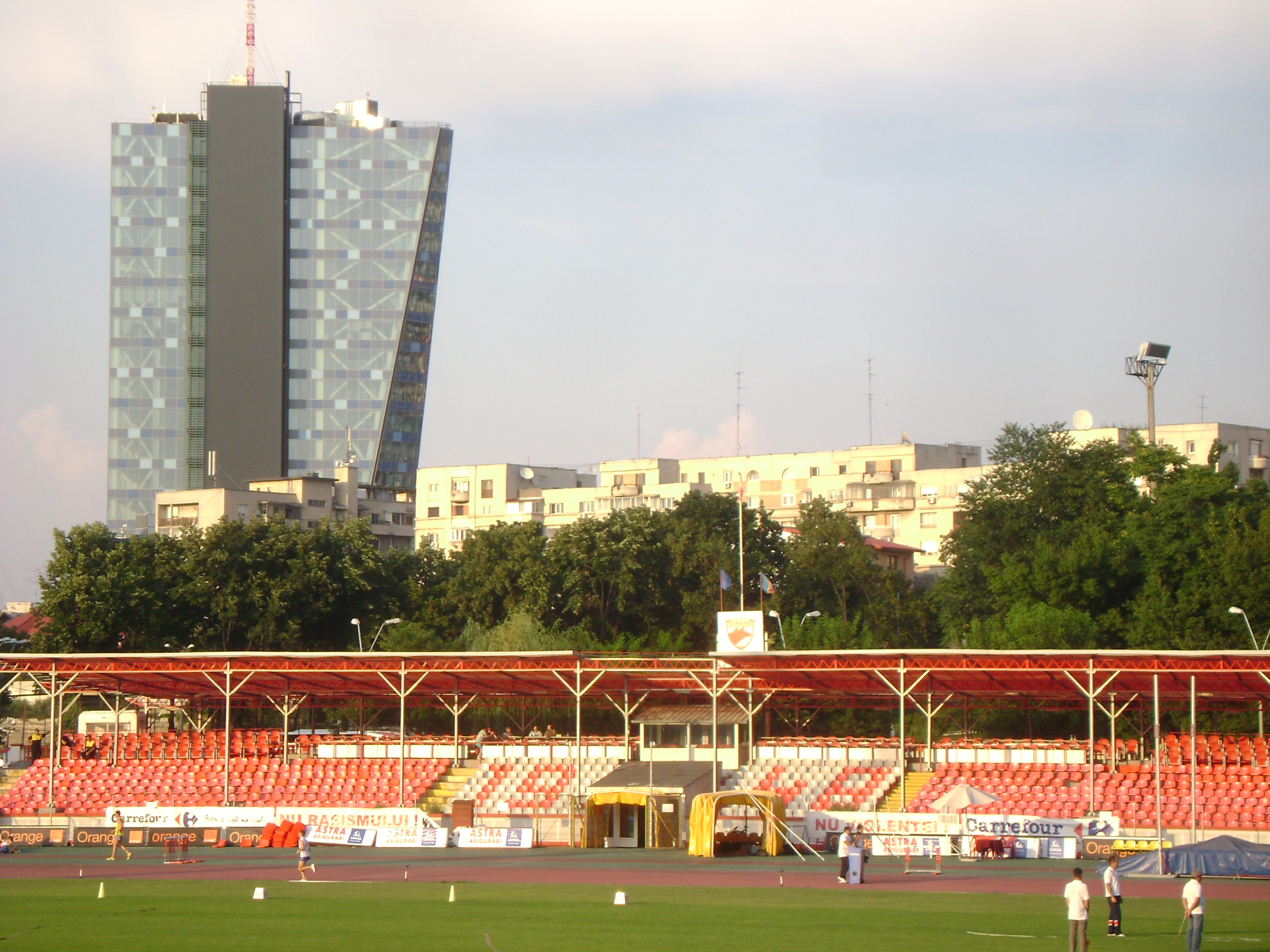
Stadion Dinamo w Bukareszcie

Dinamo Bukareszt – rumuński klub piłkarski założony w 1948 roku. Jeden z trzech głównych klubów piłkarskich w Bukareszcie obok Steaua i Rapidu.

## Sukcesy

### Domowe
- Liga I
  - mistrzostwo (18): 1955, 1961/1962, 1962/1963, 1963/1964, 1964/1965, 1970/1971, 1972/1973, 1974/1975, 1976/1977, 1981/1982, 1982/1983, 1983/1984, 1989/1990, 1991/1992, 1999/2000, 2001/2002, 2003/2004, 2006/2007
  - wicemistrzostwo (20):  1951, 1952, 1953, 1956, 1958/1959, 1960/1961, 1966/1967, 1968/1969, 1973/1974, 1975/1976, 1978/1979, 1980/1981, 1984/1985, 1986/1987, 1987/1988, 1988/1989, 1992/1993, 1998/1999, 2000/2001, 2004/2005
- Puchar Rumunii
  - zwycięstwo (13): 1958/1959, 1963/1964, 1967/1968, 1981/1982, 1983/1984, 1985/1986, 1989/1990, 1999/2000, 2000/2001, 2002/2003, 2003/2004, 2004/2005, 2011/2012
  - finał (10): 1954, 1968/1969, 1969/1970, 1970/1971, 1986/1987, 1987/1988, 1988/1989, 2001/2002, 2010/2011, 2015/2016
- Superpuchar Rumunii
  - zwycięstwo (2): 2005, 2012
  - finał (4): 2001, 2002, 2003, 2007
- Cupa Ligii
  - zwycięstwo (1): 2016/2017

### Międzynarodowe
- Puchar Europy
  - półfinał (1): 1983/1984
- Puchar Zdobywców Pucharów
  - półfinał (1): 1989/1990

## Obecny skład
Stan na 3 lipca 2025
| Nr | Poz. | Piłkarz                      |
| -- | ---- | ---------------------------- |
| 3  | OB   | Raul Opruț                   |
| 4  | OB   | Kennedy Boateng              |
| 5  | OB   | Răzvan Pașcalău              |
| 6  | PO   | Cristian Licsandru           |
| 7  | NA   | Alexandru Musi               |
| 8  | PO   | Eddy Gnahoré (kapitan)       |
| 9  | NA   | Stipe Perica                 |
| 10 | PO   | Cătălin Cîrjan (wicekapitan) |
| 16 | BR   | Alexandru Stoian             |
| 17 | NA   | Alberto Soro                 |
| 19 | NA   | Hakim Abdallah               |
| 20 | NA   | Antonio Bordușanu            |
| 21 | NA   | Petru Neagu                  |
| 22 | PO   | Casian Soare                 |
| 24 | NA   | Adrian Caragea               |
| 27 | OB   | Maxime Sivis                 |
| 30 | PO   | Raul Rotund                  |

| Nr | Poz. | Piłkarz              |
| -- | ---- | -------------------- |
| 32 | PO   | Antonio Cristea      |
| 34 | PO   | Eduard Ilincaș       |
| 73 | BR   | Alexandru Roșca      |
| 90 | PO   | Andrei Mărginean     |
| 99 | NA   | Alexandru Pop        |
|    | BR   | Denis Oncescu        |
|    | BR   | Codruț Sandu         |
|    | OB   | Vlad Serafim         |
|    | PO   | Darius Gavrilă       |
|    | PO   | Charalampos Kyriakou |
|    | PO   | Cristian Mihai       |
|    | NA   | Daniel Armstrong     |
|    | NA   | Ahmed Bala           |
|    | NA   | Luca Bărbulescu      |
|    | NA   | Andrei Ionică        |
|    | NA   | Vadym Kyrychenko     |